# Fuenteguinaldo
Fuenteguinaldo – gmina w Hiszpanii, w prowincji Salamanka, w Kastylii i León, o powierzchni 101,61 km². W 2011 roku gmina liczyła 728 mieszkańców.